# Guilford (Maine)
Guilford – miasto w Stanach Zjednoczonych, w stanie Maine, w hrabstwie Piscataquis.